# Torneio de xadrez de Berlim de 1928
O Torneio de xadrez de Berlim de 1928 (2.DSB-Kongreß) foi uma competição internacional de xadrez organizada por Jacques Mieses para o jornal Berliner Tageblatt. O torneio principal Elite Turnier foi disputado entre 11 e 29 de outubro no formato todos-contra-todos. Tarrasch teve de abandonar após a terceira rodada por motivos de saúde e recebeu 200 Marcos pela sua participação, a última em jogos oficiais. Capablanca recebeu como prêmio pelo torneio 2000 Marcos, seguido de Nimzowitsch e Spielmann que receberam 1400 e 1000 Marcos respectivamente.

## Tabela de resultados[2]
| # | Jogador     | 1  | 2  | 3  | 4  | 5  | 6  | 7  | Total |
| - | ----------- | -- | -- | -- | -- | -- | -- | -- | ----- |
| 1 | Capablanca  | ** | ½½ | ½½ | ½½ | 1½ | 11 | 11 | 8½    |
| 2 | Nimzowitsch | ½½ | ** | ½0 | ½½ | 01 | 11 | 1½ | 7     |
| 3 | Spielmann   | ½½ | ½1 | ** | ½0 | 11 | ½0 | ½½ | 6½    |
| 4 | Tartakower  | ½½ | ½½ | ½1 | ** | 00 | ½0 | 1½ | 5½    |
| 5 | Rubinstein  | 0½ | 10 | 00 | 11 | ** | 01 | 0½ | 5     |
| 6 | Réti        | 00 | 00 | ½1 | ½1 | 10 | ** | ½½ | 5     |
| 7 | Marshall    | 00 | 0½ | ½½ | 0½ | 1½ | ½½ | ** | 4½    |